# Edge of the Earth
"Edge of the Earth" é uma canção de heavy metal da banda 30 Seconds to Mars. A canção foi lançada por Immortal e Virgin Records no dia 27 de janeiro de 2003, como o segundo single do primeiro álbum da banda, 30 Seconds to Mars. A canção foi escrita por Jared Leto e foi produzida por Bob Ezrin, Brian Virtue e 30 Seconds to Mars.
O vídeo contém imagens de concertos e foi exibido em 22 de março de 2003.

## Faixas
Promo CD (Estados Unidos)
1. "Edge of the Earth" (Radio edit) – 3:58
2. "Edge of the Earth" (Album version) – 4:37